# Itawamba Agricultural High School
Die Itawamba Agricultural High School ist eine High School in Fulton im US-Bundesstaat Mississippi. Sie ist eine von sechs Schulen, die dem Itawamba County School District angehören. Schulleiter ist Rektor der Schule ist Rick Mitchell.

## Geschichte
Gegründet wurde die Schule 1920. Seit 1921, also bereits ein Jahr nach der Gründung, ist die Schule eine der höchsten Schulen im Bundesstaat Mississippi. 1941 erhielt die Schule das Recht, zwei Jahre lang als College zu fungieren. Aufgrund des Zweiten Weltkriegs wurde dieses Recht jedoch nicht erneuert. Im März 1948 erlaubten die Supervisitoren Lee und Monroe der Schule das Itawamba Community College zu unterstützen. Heute ist die Schule eine von vier High Schools in Mississippi. Am 1. Juli 1997 wurde die Schule Mitglied des Itawamba County School District.

## Projekte
Die Schule führt sowohl eine Marching- als auch eine Schulband. Zudem hat die Schule eigene Baseball-, Basketball-, Tennis-, Softball- und zwei Football-Teams sowie ein Cross Country- und ein Fastpitch-Team.

## Kontroversen

### Der Fall Juin Baize
Die 16-jährige Juin Baize lebte vor ihrer Geschlechtsangleichung mit ihrer Mutter und zwei Schwestern in New Harmony. Noch als Junge lebend zog Baize mit der Familie nach Fulton, wo die Großmutter lebte.
Baize wurde am 3. Februar 2010 nach Hause geschickt, weil sie Kleidung trug, die für Mädchen üblich war. Einen Tag später wurde sie ohne konkreten Grund der Schule verwiesen. Baize kontaktierte die American Civil Liberties Union. Die ACLU forderte die Schule auf, Unterlagen an die Organisation zu schicken, aus denen eine Begründung für den Verweis Baizes von der Schule hervorgeht. Dieser Aufforderung kam die Schule nicht nach. Nachdem die ACLU die Geschichte an die lokale Zeitung schickte, empfahl Baizes Großmutter ihr und ihrer Familie den Bundesstaat zu verlassen. Inzwischen lebt die Familie in Florida. Baize und die ACLU beschlossen, den Fall aufgrund dieser Wendung nicht weiter zu verfolgen.

### Abschlussball-Affäre
Kurz nach dem Fall Baize landete die Schule erneut in den Medien. Im März 2010 erregte die Schule sowohl nationale als auch internationale Aufmerksamkeit, nachdem die Schule einen Abschlussball absagte, da die ehemalige Schülerin Constance McMillen dort mit einer gleichgeschlechtlichen Freundin auftauchen wollte. Nachdem sowohl der Rektor als auch der Konrektor McMillen verbot mit ihrer Freundin auf dem Abschlussball zu gehen, wandte sich McMillen an die American Civil Liberties Union.
Die Anwälte der ACLU schrieben einen Brief an die Schule, dass es gegen die amerikanische Verfassung verstoße, Schüler aufgrund ihrer sexuellen Neigung auszuschließen. Die Schule sagte den Ball ab, ohne einen Grund für diese Entscheidung anzugeben. Daraufhin machte die ACLU die Sache öffentlich. McMillen fuhr nach Los Angeles und trat dort in der Talkshow von Ellen DeGeneres auf. Mehr als 400.000 Menschen verfolgten die Geschichte auf McMillens Facebook-Profil.
Ende März entschied das oberste Gericht Mississippi in Aberdeen, dass die Schule McMillens Grundrechte verletzt habe, jedoch wurde die Absage des Balls bei diesem Gericht nicht beanstandet.